# BitChute
BitChute е сайт за видео споделяне, базиран в Обединеното кралство. Създаден е през януари 2017 година от Рей Вахей. Сайтът използва технологията peer-to-peer на WebTorrent. Негова цел е да се избегнат повишените нива на цензура, които се прилагат на платформи като YouTube. Платформата е пригодена за привържениците на крайнодясната политика и на конспиративните теории.
На някои автори, използващи BitChute, е забранен достъпът до YouTube; други пък публикуват съдържание на двете платформи или публикуват по-екстремното съдържание само в BitChute.